# Ulvaria subbifurcata
Ulvaria subbifurcata är en fiskart som först beskrevs av Storer, 1839.  Ulvaria subbifurcata ingår i släktet Ulvaria och familjen taggryggade fiskar. Inga underarter finns listade i Catalogue of Life.